# Leonard (Texas)
Leonard ist eine Stadt im Fannin County im US-Bundesstaat Texas in den Vereinigten Staaten. Das U.S. Census Bureau hat bei der Volkszählung 2020 eine Einwohnerzahl von 1987 ermittelt.

## Geografie
Die Stadt liegt am U.S. Highway 69 im Nordosten von Texas, im Südwesten des Countys, ist im Norden 42 Kilometer von Oklahoma entfernt und hat eine Gesamtfläche von 5,1 km².

## Demografische Daten
Nach der Volkszählung im Jahr 2000 lebten hier 1.846 Menschen in 683 Haushalten und 497 Familien. Die Bevölkerungsdichte betrug 361,8 Einwohner pro km². Ethnisch betrachtet setzte sich die Bevölkerung zusammen aus 84,99 % weißer Bevölkerung, 5,53 % Afroamerikanern, 1,90 % amerikanischen Ureinwohnern, 0,11 % Asiaten, 0,00 % Bewohnern aus dem pazifischen Inselraum und 5,69 % aus anderen ethnischen Gruppen. Etwa 1,79 % waren gemischter Abstammung und 7,85 % der Bevölkerung waren spanischer oder lateinamerikanischer Abstammung.
Von den 683 Haushalten hatten 39,4 % Kinder unter 18 Jahre, die im Haushalt lebten. 55,9 % davon waren verheiratete, zusammenlebende Paare. 13,8 % waren allein erziehende Mütter und 27,2 % waren keine Familien. 25,2 % aller Haushalte waren Singlehaushalte und in 13,9 % lebten Menschen, die 65 Jahre oder älter waren. Die Durchschnittshaushaltsgröße betrug 2,65 und die durchschnittliche Größe einer Familie belief sich auf 3,16 Personen.
30,2 % der Bevölkerung waren unter 18 Jahre alt, 8,9 % von 18 bis 24, 27,7 % von 25 bis 44, 19,4 % von 45 bis 64, und 13,9 % die 65 Jahre oder älter waren. Das Durchschnittsalter war 33 Jahre. Auf 100 weibliche Personen aller Altersgruppen kamen 93,1 männliche Personen. Auf 100 Frauen im Alter von 18 Jahren und darüber kamen 82,8 Männer.
Das jährliche Durchschnittseinkommen eines Haushalts betrug 34.318 USD, das Durchschnittseinkommen einer Familie 40.461 USD. Männer hatten ein Durchschnittseinkommen von 32.071 USD gegenüber den Frauen mit 20.888 USD. Das Prokopfeinkommen betrug 14.747 USD. 17,7 % der Bevölkerung und 12,9 % der Familien lebten unterhalb der Armutsgrenze. Davon waren 20,5 % Kinder und Jugendliche unter 18 Jahren und 27,5 % waren 65 oder älter.